# Neagolius schlumbergeri
Neagolius schlumbergeri är en skalbaggsart som beskrevs av Seidlitz 1891. Neagolius schlumbergeri ingår i släktet Neagolius, och familjen Aphodiidae.

## Underarter
Arten delas in i följande underarter:
- N. s. temperei
- N. s. consobrinus
- N. s. samniticus